# Roy Lichtenstein
Roy Lichtenstein, född 27 oktober 1923 på Manhattan i New York, död 29 september 1997 på Manhattan i New York, var en amerikansk målare och skulptör inom popkonsten.
I likhet med Tom Wesselmann, James Rosenquist och Andy Warhol är hans motiv ofta banala föremål (golfboll, hamburgare, varmkorv) från det moderna, kommersiella, industriella Amerika och från massmedia; förstorade serierutor, kompletta med prickigt tryck, pratbubblor och häftiga utrop (Whaam!, 1963), parodier på berömda målningar (av Paul Cézanne, Piet Mondrian, Pablo Picasso, de abstrakta expressionisterna) och formaliserade landskap.
Roy Lichtensteins målningar är vanligtvis utförda i stor skala, ofta målade med akrylfärg i ett fåtal matta färger och en hård och precis teckning utförd i ett neutralt och gravallvarligt manér. Lichtenstein är representerad vid bland annat Göteborgs konstmuseum och Nationalmuseum.